# Slieve League
Slieve League (en irlandés: Sliabh Liag «montaña de piedras o pilares de piedra») es un acantilado situado en la costa suroeste del condado de Donegal, Irlanda. Con 601 m sobre el mar es uno de los acantilados costeros más altos de Europa, junto a los de Hornelen, cabo Enniberg, Croaghaun, Vixía de Herbeira, Preikestolen, cabo Girão y risco de Faneque.

## Galería

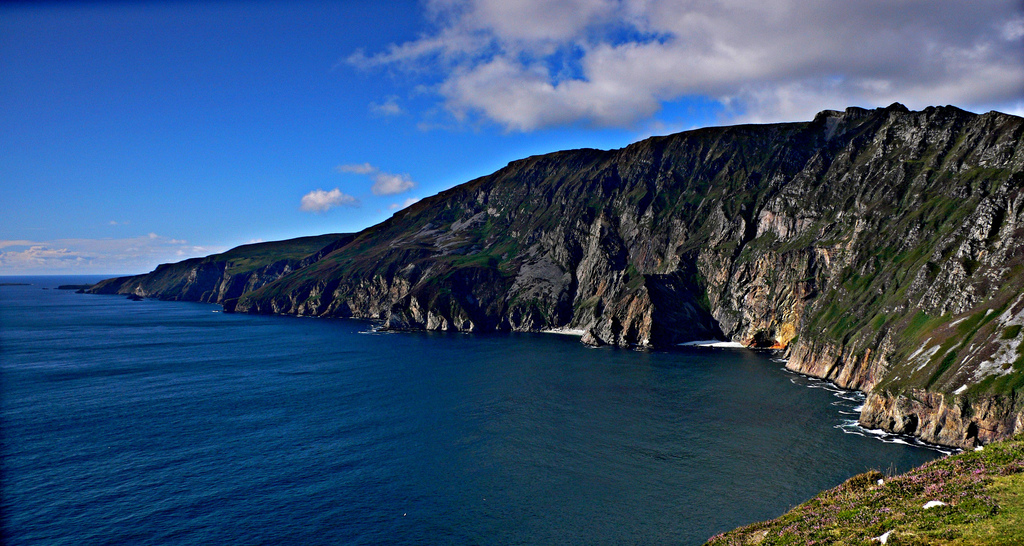
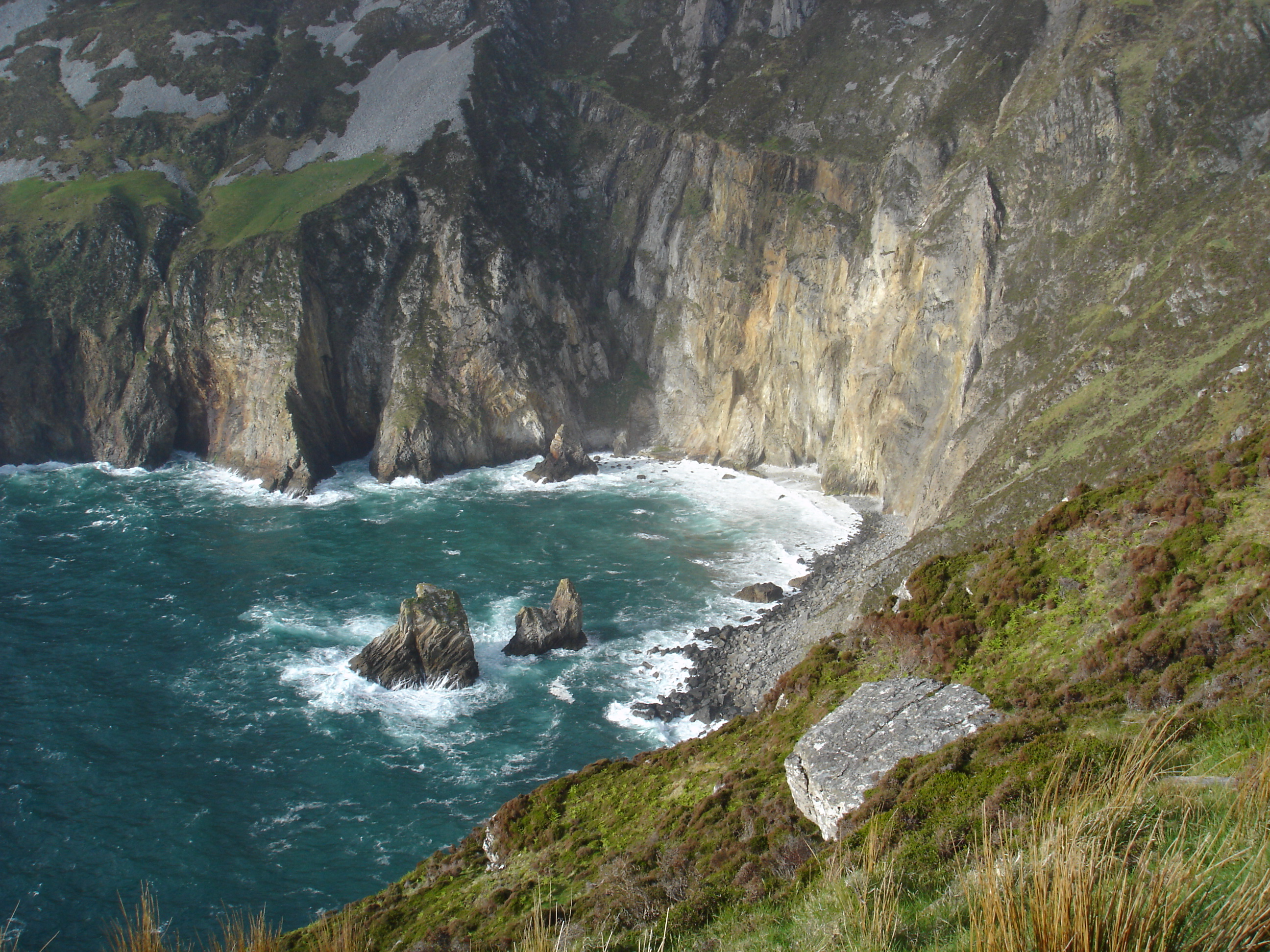
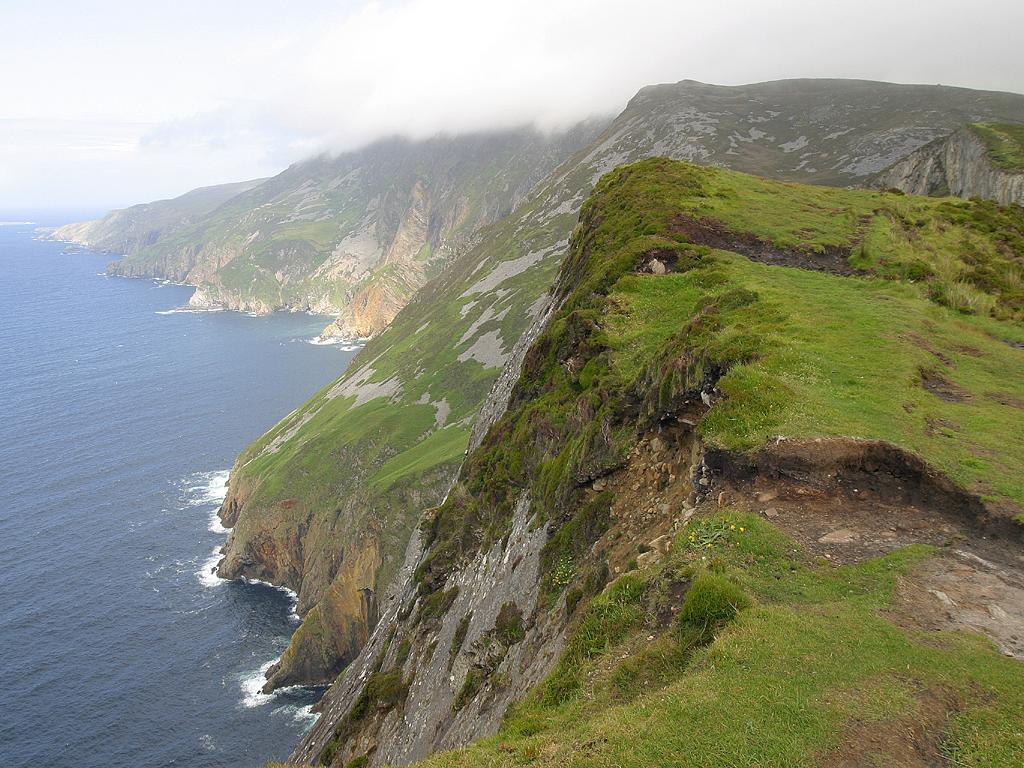